# Syria (Zeitschrift)
Syria ist eine Fachzeitschrift für den Bereich der Semitistik, die vom Institut français du Proche-Orient herausgegeben wird und seit 1920 erscheint. Sie veröffentlicht Aufsätze zum Nahen Osten von der Urgeschichte bis zur Islamischen Expansion, also zum Alten Orient in einem weiten Sinne. Ihr Untertitel lautete bis 2004 Revue d’art oriental et d’archéologie („Zeitschrift für orientalische Kunst und Archäologie“); seitdem lautet er Archéologie, art et histoire („Archäologie, Kunst und Geschichte“).
Die Aufsätze in der Syria stammen aus allen Disziplinen, die sich mit dem semitischen Raum – einschließlich Zyperns – in vorislamischer Zeit befassen (Archäologie, Epigraphik, Philologie, Geschichte, Kunstgeschichte). Hinzu kommen Rezensionen fachlich einschlägiger Neuerscheinungen. Als Publikationssprachen für die Beiträge in der Zeitschrift sind Französisch, Englisch, Deutsch, Italienisch und Spanisch möglich; alle Aufsätze sind mit einer Zusammenfassung in drei Sprachen (Französisch, Englisch, Arabisch) versehen. Manche Bände erscheinen unter einem Titelthema, dem sich die einzelnen Beiträge aus verschiedenen Blickwinkeln widmen.
Die Zeitschrift wurde durch das Haut-Commissariat pour l’archéologie et les beaux-arts („Hochkommissariat für Archäologie und bildende Künste“) begründet, eine französische Behörde, die im Rahmen des Völkerbundmandates für Syrien und Libanon gegründet worden war. Der erste Band erschien bereits im Jahr der Verabschiedung des Völkerbundmandates, 1920. Frankreich verfolgte damals ein intensives kulturpolitisches Engagement in Syrien und dem Libanon, das sich beispielsweise auch in der Gründung des heutigen Beiruter Nationalmuseums äußerte. Anfänglich wurden auch Beiträge zur nachantiken Kunst, Geschichte und Archäologie veröffentlicht, bis sich allmählich der heutige Fokus auf die vorislamische Zeit herausbildete. Zunächst erschienen vier Hefte pro Jahr, die in den 1940er Jahren zu zwei Doppelheften zusammengefasst und schließlich in den 1990er Jahren durch einen einzelnen Jahresband ersetzt wurden. In den 1940er Jahren mussten einige Jahrgänge wegen des Zweiten Weltkriegs entfallen, sodass der hundertste Band erst 2023 veröffentlicht wurde.